# Isla Mocha Airport
Isla Mocha Airport är en flygplats i Chile.   Den ligger i provinsen Provincia de Arauco och regionen Región del Biobío, i den södra delen av landet, 600 km sydväst om huvudstaden Santiago de Chile. Isla Mocha Airport ligger 16 meter över havet. Den ligger på ön Isla Mocha.
Terrängen runt Isla Mocha Airport är huvudsakligen kuperad, men söderut är den platt. Havet är nära Isla Mocha Airport åt sydost. Trakten är glest befolkad. Det finns inga samhällen i närheten.